# Nominativ
Nominativ (nævnefald) er en grammatisk kasus (et 'fald'), der har som én ud af evt. flere funktioner det formål at markere en sætnings subjekt. Det er med til at gøre det muligt at skelne mellem, hvem eller hvad der udfører en handling, og det, der bliver påvirket af handlingen. Ordet nominativ gives altså som navn til den grammatisk form som et grundled i en sætning ofte vil stå i i kasussprog, i modsætning til oblik kasus (afhængighedsfald).

## Dansk
På dansk er det kun for personlige pronominer, at der gøres forskel på nominativ og oblik kasus, men andre sprog har det også på andre nominale ordklasser som substantiver og adjektiver.
Eksempler:
- Jeg ramte bolden.
- Bolden ramte mig.

Ordet "jeg" er nominativ, mens "mig" er akkusativ. Der er dog en del stilistisk og anden variation i brugen af kasus på dansk, og det betyder at der ikke er et 1:1-forhold mellem nominativ og status som subjekt. Det er nemlig almindeligt, at bruge oblik form af subjekter der er sidestillede (fx "mig og Karoline går i biografen nu") og subjekter med modificerende led (fx "ham der vil i biografen med dig" og "dem der har lyst, tager i biografen").
Dermed markerer nominativ nærmere specifikt et usammensat, altså syntaktisk selvstændigt, eller ikke-komplekst subjekt.
Personlige pronominer bøjet i nominativ.
- 1. person, ental — jeg
- 2. person, ental — du, De
- 3. person, ental — han, hun, den, det
- 1. person, flertal — vi
- 2. person, flertal — I, De
- 3. person, flertal — de

Personlige pronominer bøjet i akkusativ eller dativ.
- 1. person ental – mig
- 2. person ental – dig
- 3. person ental – ham, hende, den, det
- 1. person flertal – os
- 2. person flertal – jer
- 3. person flertal – dem

Nominativ med infinitiv: se under akkusativ med infinitiv.